# Scheunenviertel (Berlin)
 (avril 2021).
Si vous disposez d'ouvrages ou d'articles de référence ou si vous connaissez des sites web de qualité traitant du thème abordé ici, merci de compléter l'article en donnant les références utiles à sa vérifiabilité et en les liant à la section « Notes et références ».
Scheunenviertel, le « quartier des granges », est le nom de plusieurs lieux-dits en Allemagne. Le plus connu se trouve à Berlin. Il a été longtemps marginalisé comme quartier juif.

## Géographie

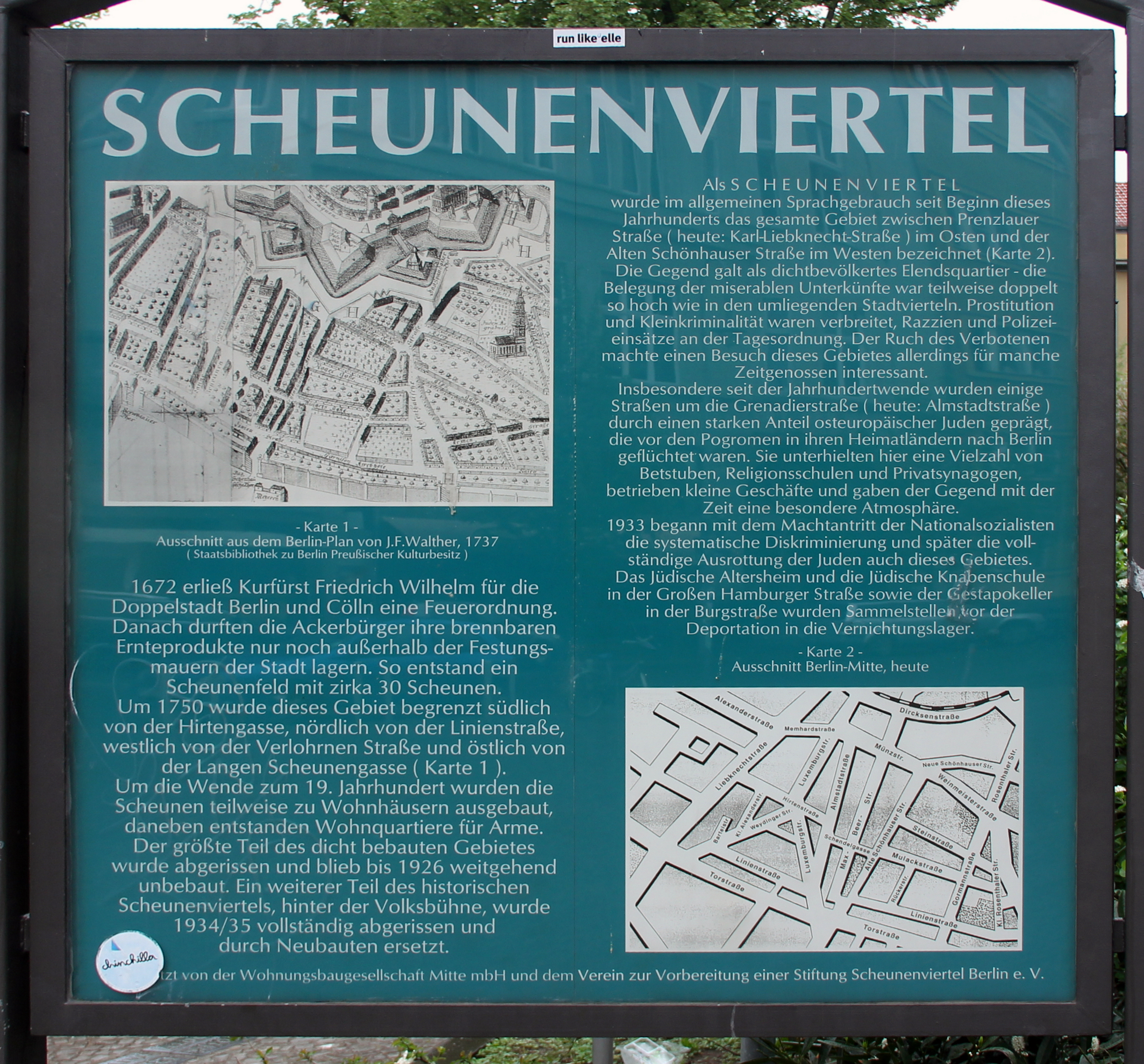
Panneau présentant le plan de Scheunenviertel en 1737 et aujourd'hui. Rosa-Luxemburg-Platz, 2013.

Le quartier historique s'étend dans l'arrondissement central de Berlin-Mitte et se rattache au faubourg de Spandau (de). Il est limité par la Friedrichstraße, la rue Karl-Liebknecht, le Stadtbahn (chemin de fer urbain) et la Spree. Aucune des ruelles d'origine (Scheunengasse) n'existe plus sous sa forme ancienne.
Depuis les années 1990, Scheunenviertel est devenu un quartier d'habitat résidentiel et de restaurants branchés, exemple typique de gentrification , et un des  « Szeneviertel » (quartiers des spectacles) de la capitale allemande réunifiée, effaçant les souvenirs de l'ancien quartier juif aussi bien que ceux de l'ex-Allemagne de l'Est.

## Histoire

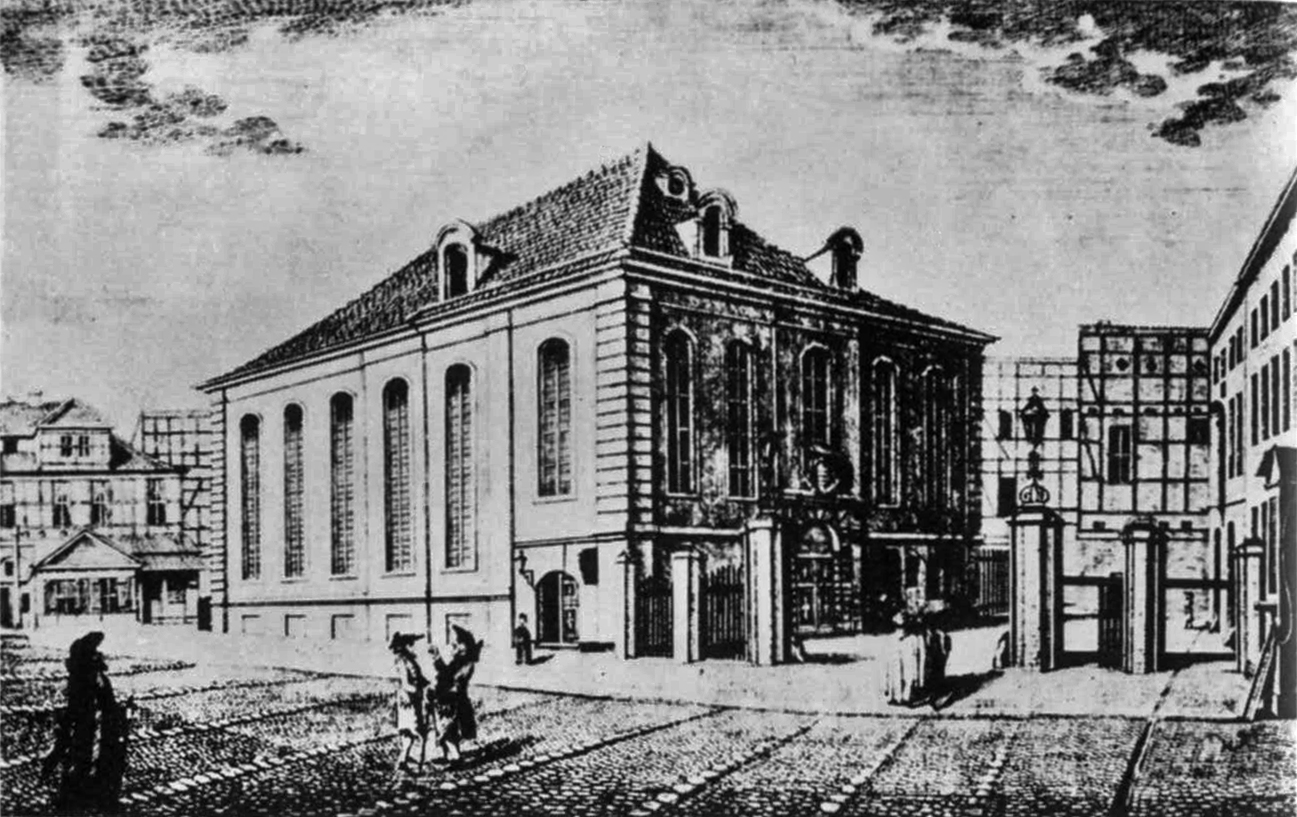
La vieille synagogue de Heidereutergasse, construite en 1712-1714.

### Royaume de Prusse

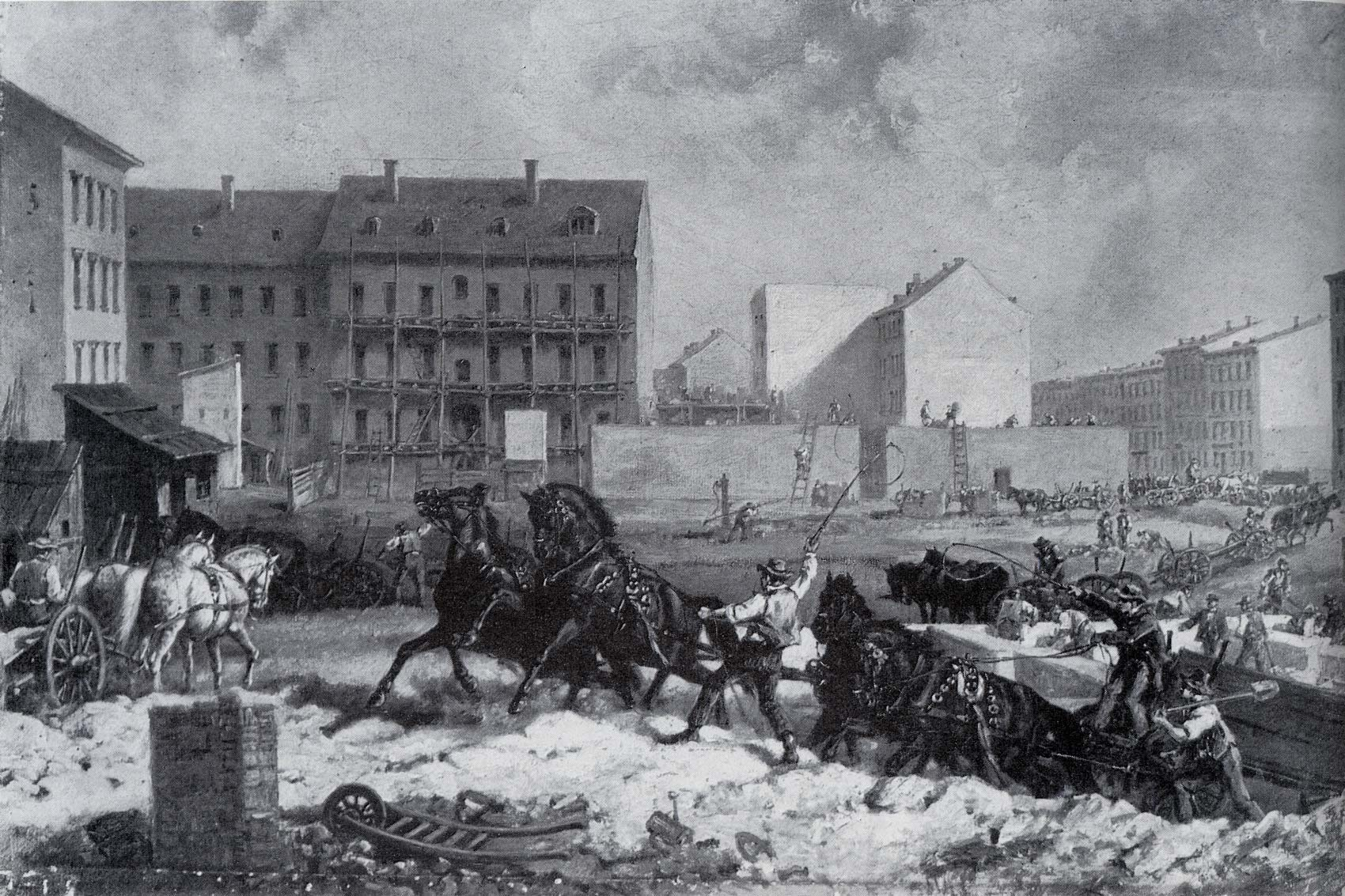
Percée de la Grenadierstraße, toile de Friedrich Kaiser, vers 1875.

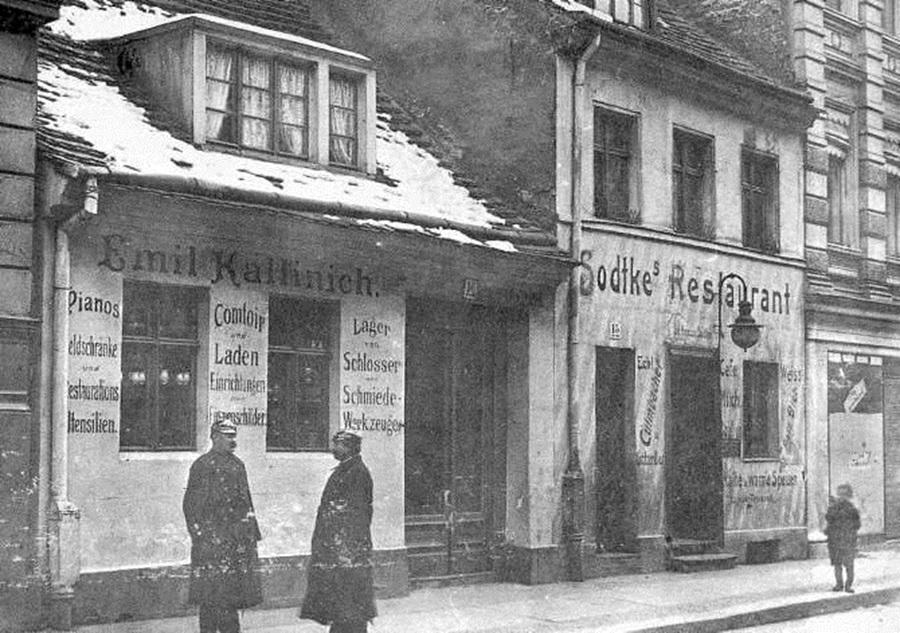
Anciennes boutiques à Scheunenviertel.

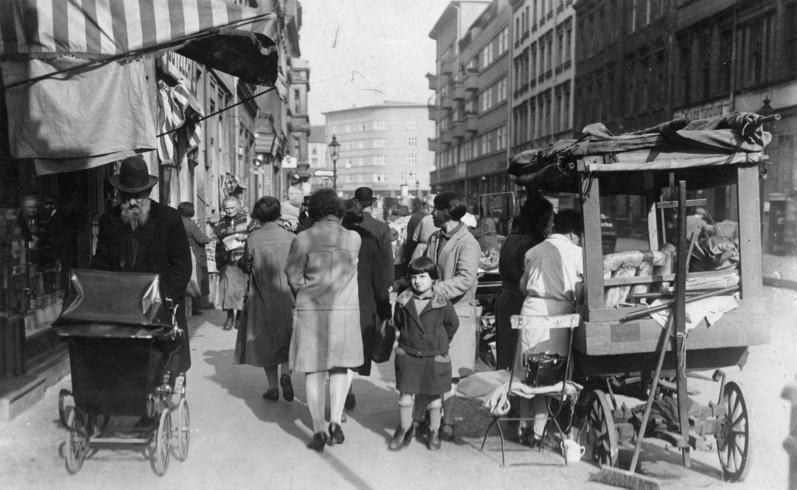
Scheunenviertel en 1933.

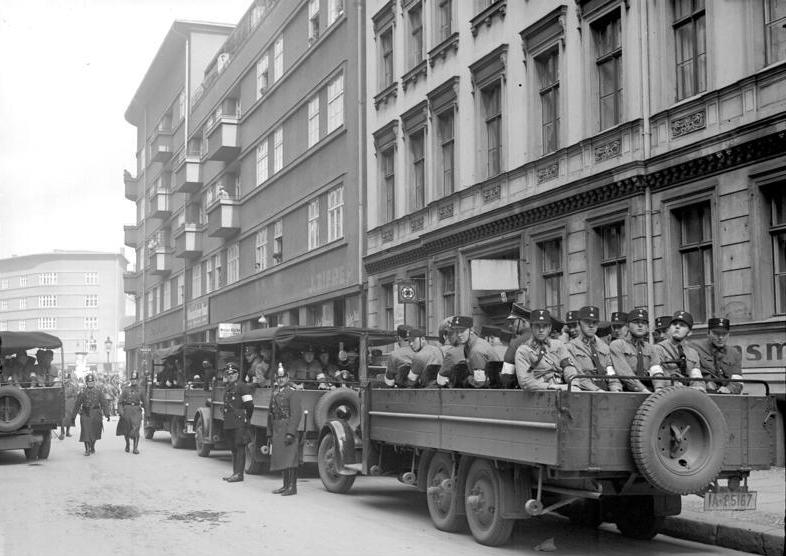
La SA nazie accompagnée par la police berlinoise à Scheunenviertel, printemps 1933.

En 1670, Frédéric-Guillaume, électeur de Brandebourg, décide de regrouper les granges (en allemand : « Scheunen ») nécessaires à l'approvisionnement de Berlin en foin et paille. En 1672, il ordonne la construction de 27 granges en bordure de l'enceinte de Berlin (de), à la sortie nord de la ville, le stockage de matériaux inflammables étant interdit à l'intérieur de l'enceinte. Ces granges se trouvent près du marché aux bestiaux qui occupe le terrain de l'actuelle Alexanderplatz et sont bientôt entourées par des maisons de travailleurs agricoles.
En 1737, Frédéric-Guillaume Ier, roi de Prusse et héritier de l'électorat, ordonne à tous les Juifs de Berlin qui ne possèdent pas de maison de s'établir à Scheunenviertel. Il leur est interdit d'entrer en ville autrement que par les deux portes du côté nord. Scheunenviertel devient un quartier à forte présence juive, avec la vieille synagogue (de) de Heidereutergasse, le cimetière juif de Großen Hamburger Straße (de) puis le cimetière juif de Schönhauser Allee (de).
Au XIXe siècle, la population augmente fortement avec l'afflux de Juifs d'Europe de l'Est. Beaucoup de logements servent d'asile de nuit (en) à des travailleurs itinérants comme les vendeurs de cigarettes.

### Industrialisation et marginalité
Pendant la période de la haute croissance industrielle (1871-1914), Scheunenviertel est souvent le premier habitat des travailleurs nouvellement arrivés en ville. La densité de population s’accroît rapidement avec la construction de grands immeubles d'habitat populaire (Mietskaserne (de)). La Grenadierstraße (aujourd'hui Almstadtstraße (de)), habitée par des Juifs orthodoxes venus de l'Est, est parfois qualifiée de « ghetto aux portes ouvertes ». La pauvreté et le traditionalisme des Juifs de Scheunenviertel contrastent avec l'aisance de la bourgeoisie juive assimilée, pratiquant le judaïsme réformé, qui se concentre dans la partie ouest du faubourg de Spandau autour de la nouvelle synagogue d'Oranienburger Straße.
En 1906-1907, la situation urbanistique étant devenue intolérable, la municipalité de Berlin entreprend une rénovation complète. Les huit ruelles (Scheunengasse) d'origine sont ramenées à quatre ou cinq :
- Première Scheunengasse (aujourd'hui recouverte par des édifices)
- Deuxième Scheunengasse (aujourd'hui Rosa-Luxemburg-Straße, avec un tracé modifié)
- Troisième Scheunengasse (aujourd'hui Zola-Straße avec un tracé modifié prolongeant la  Linienstraße)
- Quatrième Scheunengasse (aujourd'hui Weydingerstraße avec un tracé modifié)
- Petite Scheunengasse  (aujourd'hui recouverte par des édifices)

Les difficultés financières causées par la Première Guerre mondiale entraînent l'interruption des travaux. Les constructions du début du XXe siècle constituent une partie du bâti actuel.
La pauvreté s'accompagne d'un développement de la criminalité et de la  prostitution. La Mulackritze, reconstituée après 1963 au musée de la Gründerzeit à Berlin-Mahlsdorf, est un spécimen typique des petites tavernes fréquentées par les travailleurs précaires et les prostituées. C'est à Scheunenviertel qu'est fondée en 1891 la première association organisée de malfaiteurs (Ringverein).

### Montée de l'antisémitisme
Sous la république de Weimar, la crise sociale créée par l'hyperinflation donne lieu à un pogrom : le 5 novembre 1923, plusieurs milliers de chômeurs, rassemblés devant le bureau d'aide sociale de Gormannstraße, apprennent qu'il n'y a plus d'argent pour payer leurs allocations. Des agitateurs détournent le mécontentement contre les « Galiciens » (Juifs de l'Est) : une foule furieuse va saccager les ruelles et les échoppes de Scheunenviertel et roue de coups les personnes d'apparence juive. Selon le journal Vossische Zeitung, la police berlinoise s'est abstenue de réagir pendant l'émeute.
Après la prise de pouvoir d'Hitler, Scheunenviertel fait l'objet de plusieurs descentes violentes des sections d'assaut nazies pendant la campagne antisémite du printemps 1933.

Images de Scheunenviertel
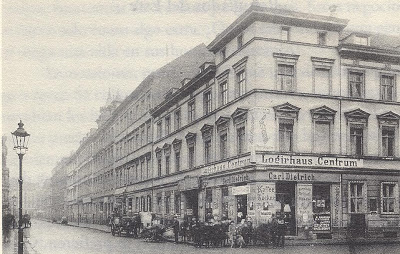
Immeuble de rapport sur la Grenadierstraße en 1905.
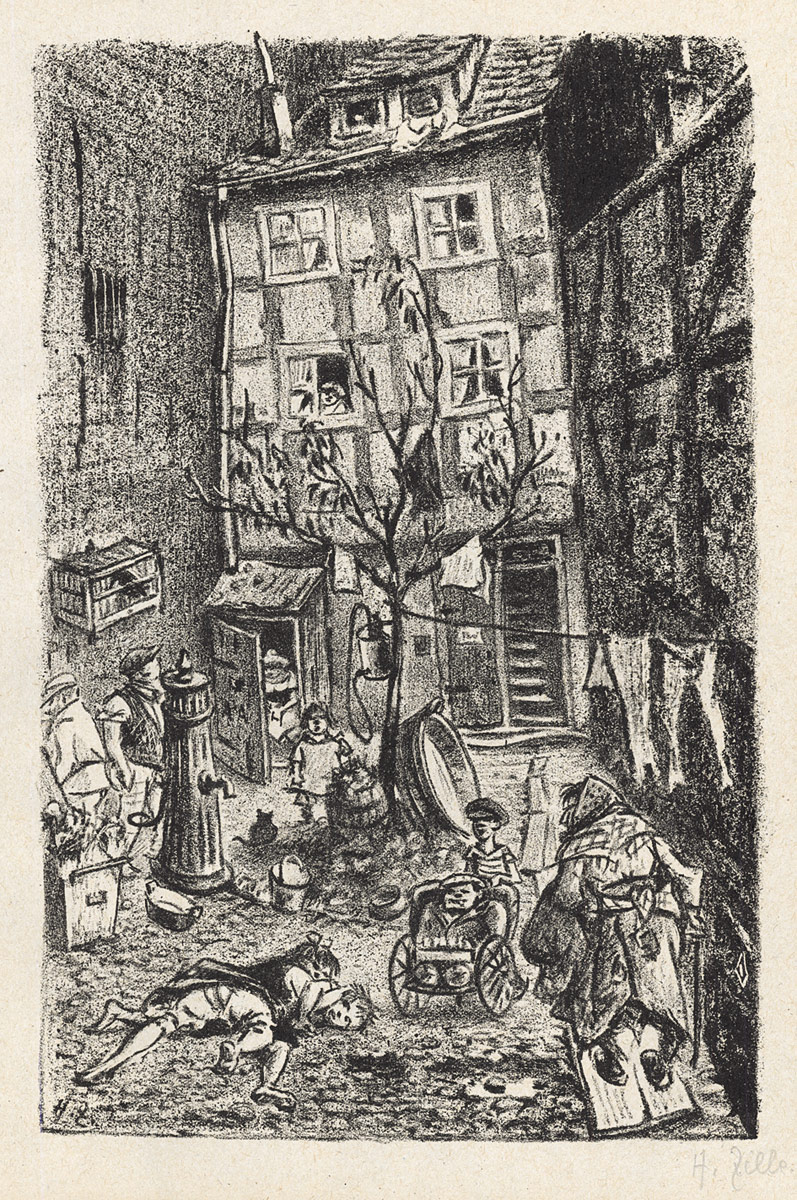
Cour d'immeuble à Scheunenviertel, gravure de Heinrich Zille, 1919.
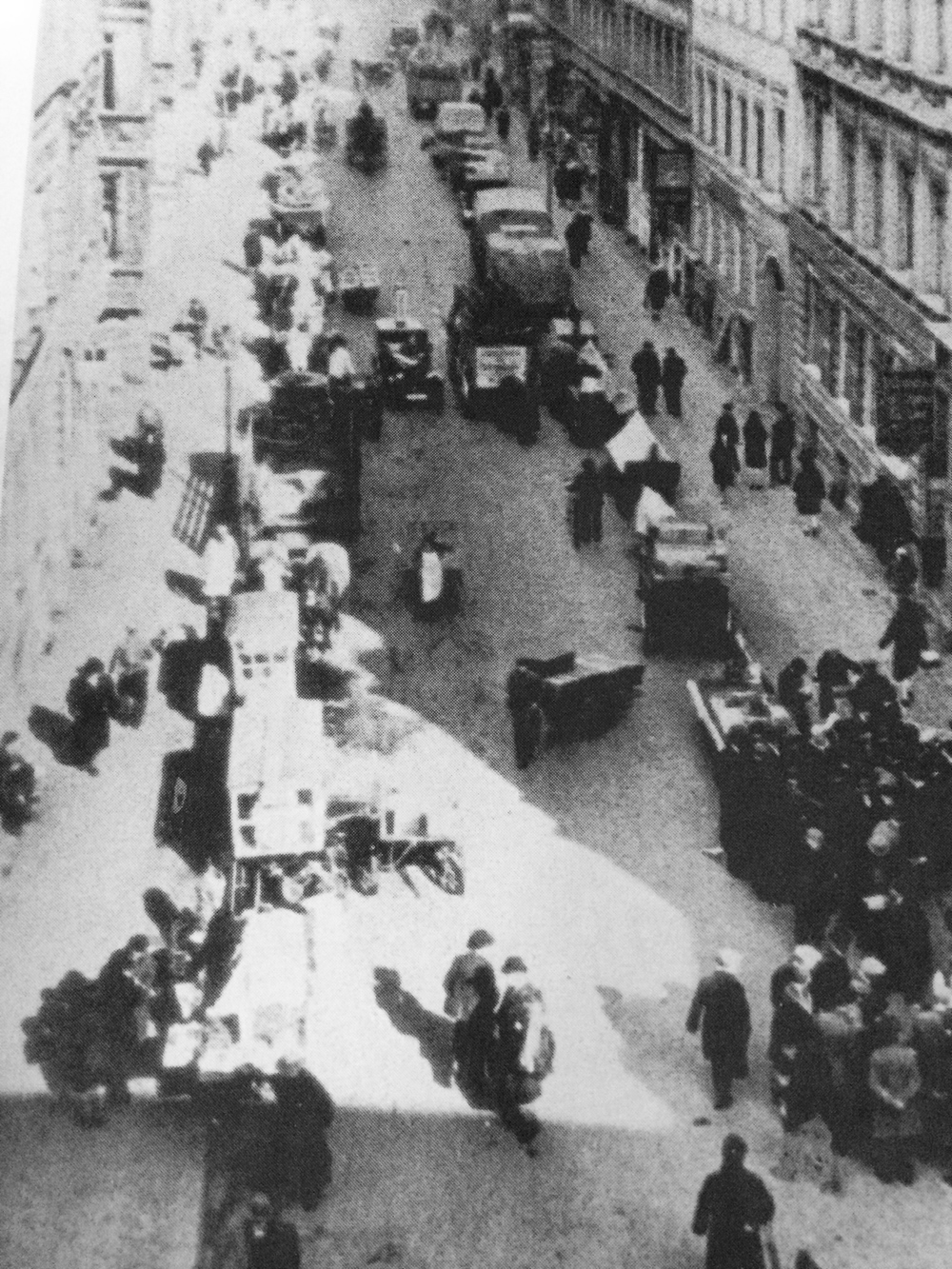
Grenadierstraße en 1930.
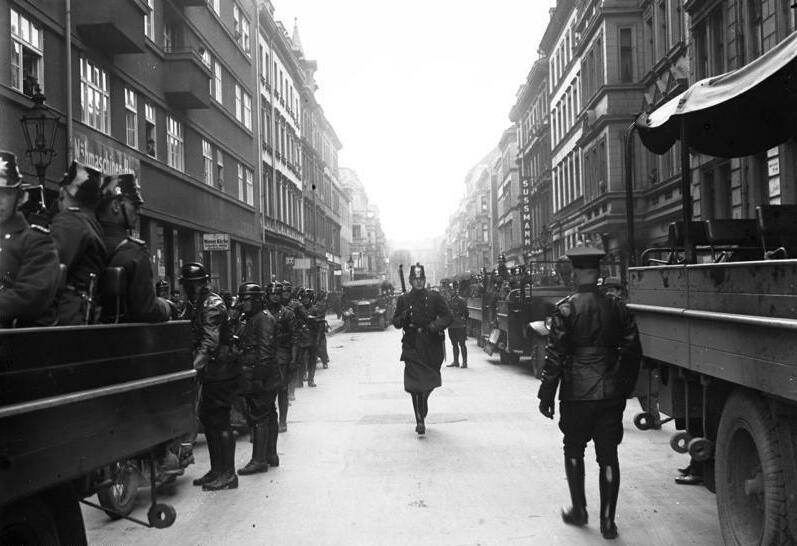
Descente de police à Scheunenviertel en avril 1933.
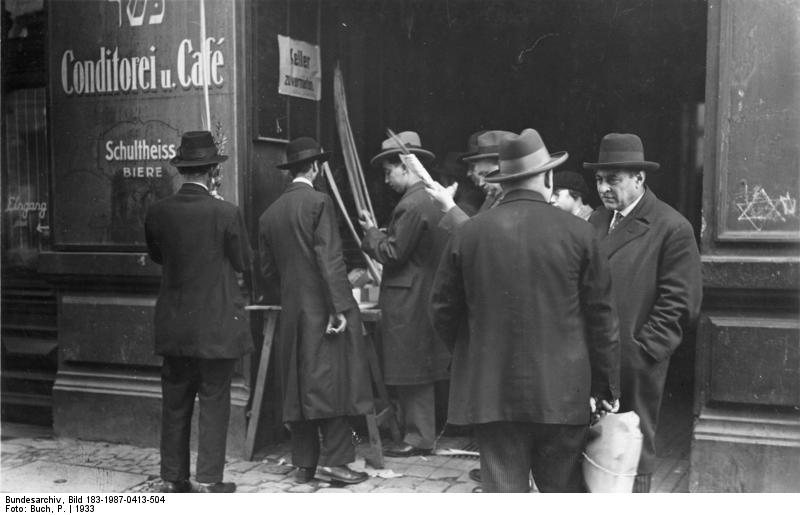
Commerçants juifs à Scheuenviertel en 1933 ; graffiti de l'étoile de David sur le mur à droite.
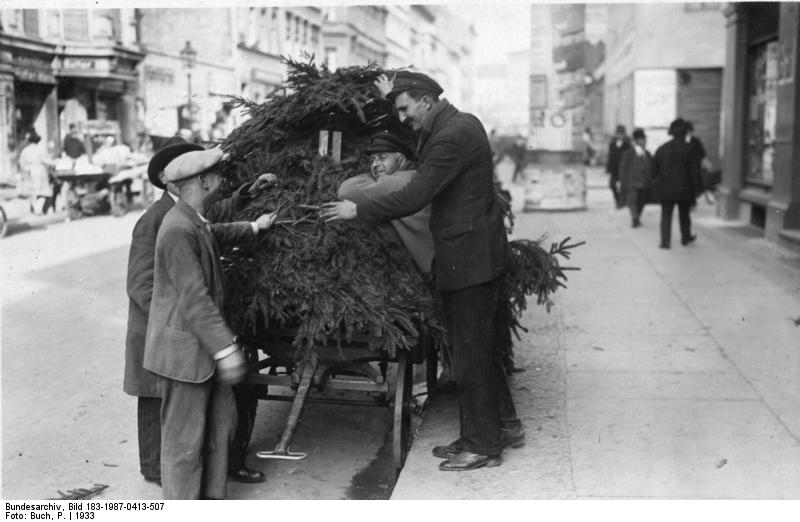
Marchand ambulant à Scheunenviertel en 1933.
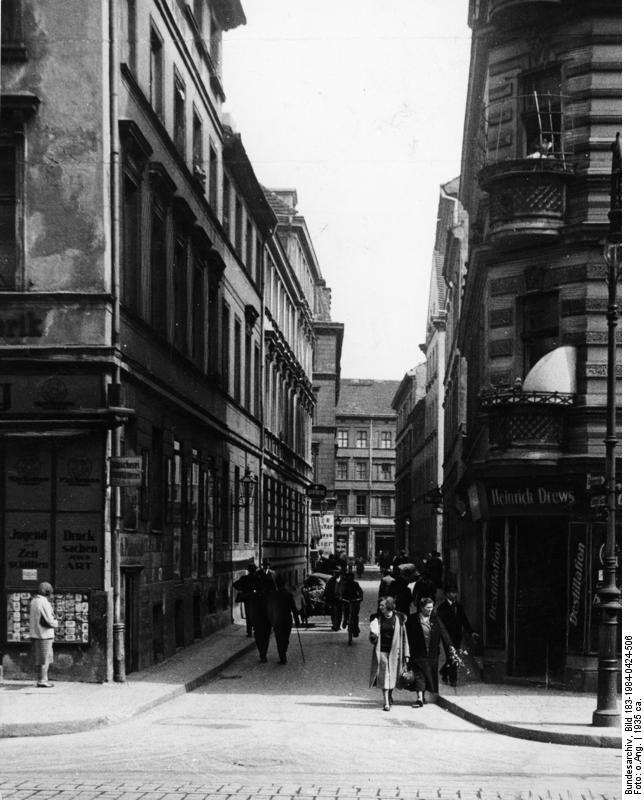
Schendelgasse, une rue de Scheunenviertel en 1935.
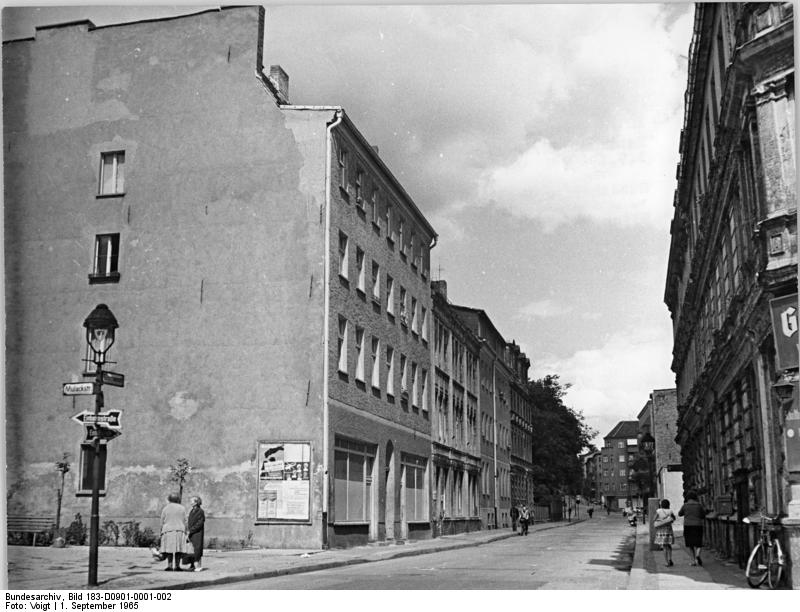
Immeubles de Gormannstraße en 1965.
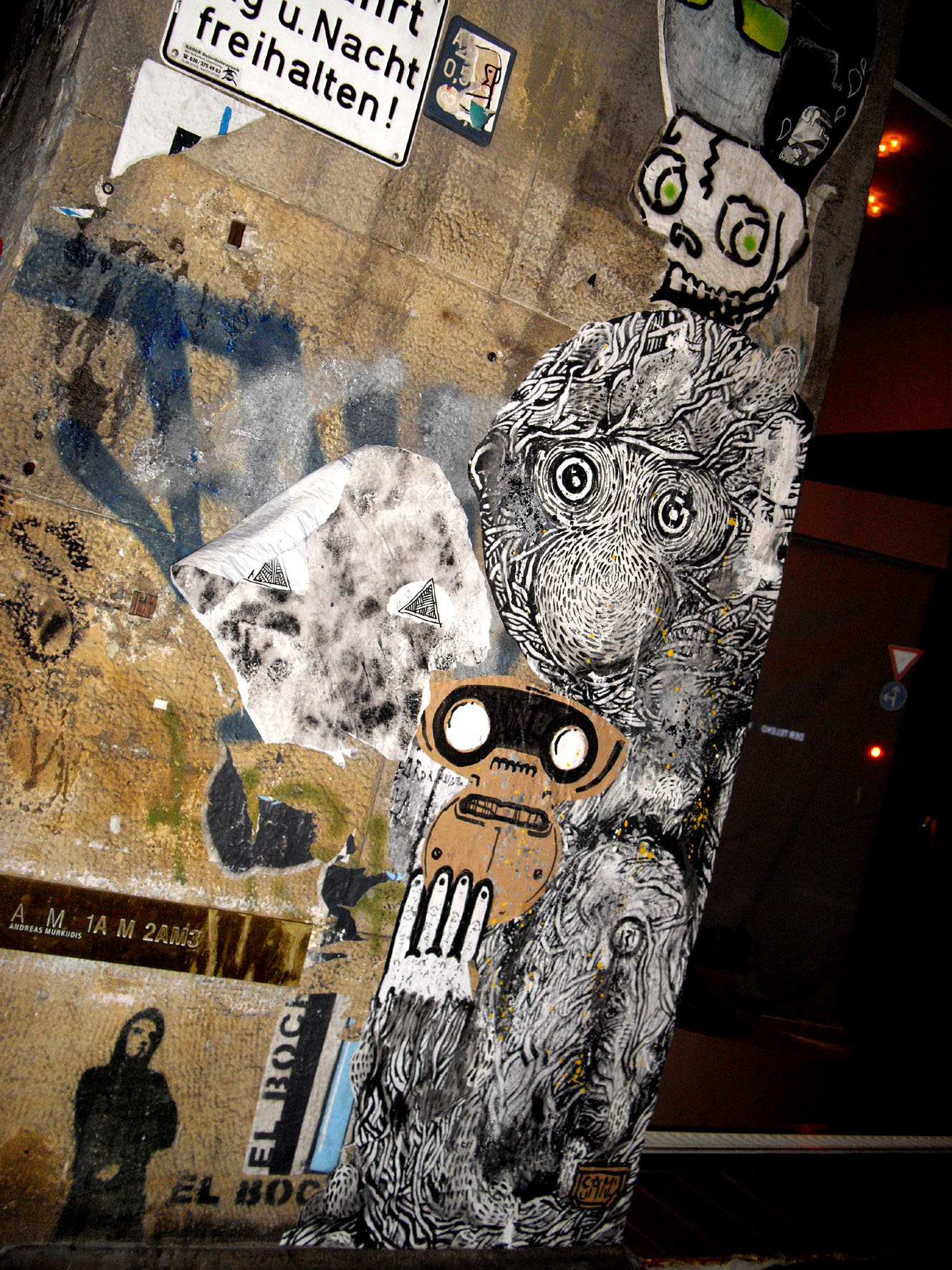
Graffiti sur Münzestraße en 2008.
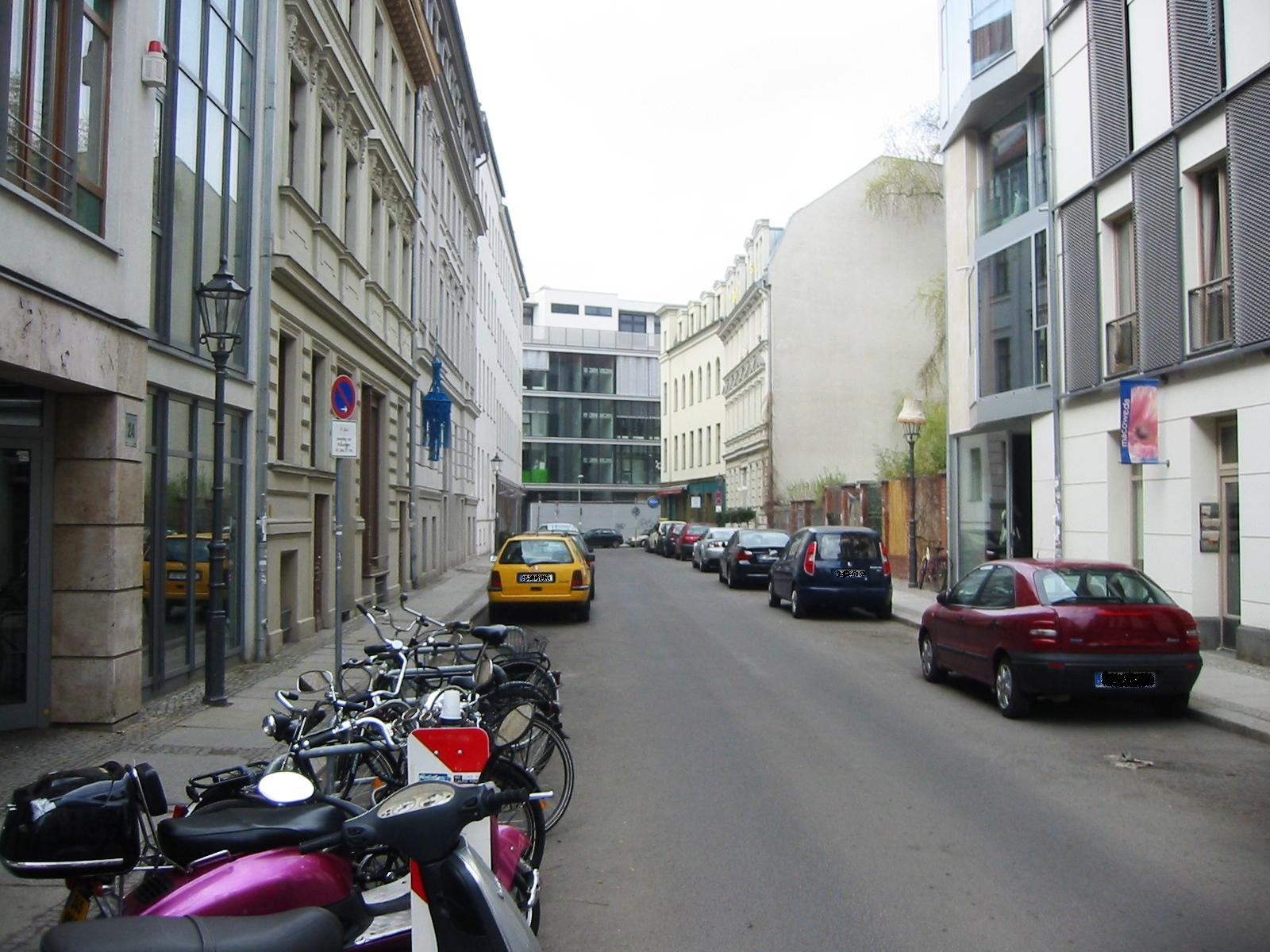
Mulackstraße en 2011.